# Bocce ai Giochi mondiali 2025
Le competizioni di bocce ai Giochi mondiali 2025 si sono svolte dal 14 al 17 agosto 2025 al Chengdu Sport University Sancha Lake Campus di Chengdu, in Cina.

## Podi

### Uomini
| Specialità           | Oro              | Argento          | Bronzo           |
| Lyonnaise (dettagli) | Frédéric Marsens | Gasper Povh      | Ivan Soligon     |
| Petanque (dettagli)  | Marcel Gbetable  | Andrea Chiapello | Ratchata Khamdee |

### Donne
| Specialità           | Oro                    | Argento         | Bronzo               |
| Lyonnaise (dettagli) | Wang Chenyi            | İnci Ece Öztürk | Jacqueline Košir     |
| Petanque (dettagli)  | Mouna Beji Ep Matoussi | Yan Linlin      | Nantawan Fueangsanit |

### Misti
| Specialità           | Oro                                                     | Argento                                          | Bronzo                                  |
| Lyonnaise (dettagli) | Italia Ivan Soligon Natalie Gamba                       | Cina Zhang Xiaohui Wang Chenyi                   | Francia Frédéric Marsens Lisa Gouilloud |
| Petanque (dettagli)  | Tunisia Mohamed Khaled Bougriba Mouna Beji Ep Mattoussi | Thailandia Ratchata Khamdee Nantawan Fueangsanit | Francia Lucas Desport Sandrine Poinsot  |

## Medagliere
| Posiz. | Nazione    | Oro | Argento | Bronzo | Totale |
| ------ | ---------- | --- | ------- | ------ | ------ |
| 1      | Tunisia    | 2   | 0       | 0      | 0      |
| 2      | Cina       | 1   | 2       | 0      | 3      |
| 3      | Italia     | 1   | 1       | 1      | 3      |
| 4      | Francia    | 1   | 0       | 2      | 3      |
| 5      | Benin      | 1   | 0       | 0      | 1      |
| 6      | Thailandia | 0   | 1       | 2      | 3      |
| 7      | Slovenia   | 0   | 1       | 1      | 2      |
| 8      | Turchia    | 0   | 1       | 0      | 1      |
| Totale | Totale     | 6   | 6       | 6      | 18     |